# Bitplane
Eine Bitplane in der Computertechnik ist ein zweidimensionales Feld aus 1-Bit Informationen. Es liegt im Grafikspeicher des Computers; ein einzelnes Bit einer Bitplane enthält Informationen für ein Pixel; ein aus mehreren Bits kombiniertes Speicherwort (z. B. ein Byte) korrespondiert dabei mit entsprechend vielen nebeneinanderliegenden Pixeln. Werden mehr Informationen als ein Bit pro Pixel benötigt, müssen entsprechend weitere Bitplanes vorgesehen werden.
Bitplanes wurden früher in Computern mit vergleichsweise wenig bzw. langsamen Grafikspeicher genutzt, um nur genau so viel Speicher sowie Datenübertragungsrate zu beanspruchen, wie für den gewählten Grafikmodus wirklich nötig war. Dabei entstand allerdings oft ein Nachteil im Zugriff, wenn in der Rechnerarchitektur einzelne Bits in einem Speicherwort nicht direkt adressierbar waren, sondern nur durch eine Maskierung mit mehreren Assembler-Befehlen manipuliert werden konnten, was den Zugriff durch die CPU verlangsamte. Je nach Ausstattung stehen aber auf Bitplanes optimierte Hardwarebausteine (Blitter) zur Verfügung, die schnelle zweidimensionale Blockoperationen (z. B. Löschen, Kopieren, Verschieben) durchführen können.

## Verwendung im Grafikbereich
Bitplanes wurden bis ca. Mitte der 1990er Jahre in Heimcomputer hauptsächlich zur Grafikdarstellung verwendet, daneben auch zur Verwaltung von Disketten.
Im Bereich der Grafik wird die Farbinformationen der Pixel in einer oder mehreren (sagen wir n) Bitplanes gespeichert. Dabei ergibt sich die Farbinformation eines einzelnen Pixels aus dem Wert eines Bitworts, dessen n Stellen aus den jeweiligen korrespondierenden Bits einer jeden der n Bitplanes gebildet werden. Um z. B. eine Grafik von 640 × 480 Pixel mit zwei Farben darzustellen, wird eine Bitplane mit 38.400 Bytes (640 · 480/8) benötigt. Ein Bit entspricht einem Pixel. Mit zwei Bitplanes stehen schon zwei Bits pro Pixel zur Verfügung, es können also vier Farben dargestellt werden, mit drei Bitplanes acht Farben usw. Die Bitplanes werden dabei quasi „übereinander“ gestapelt und ergeben somit ein zweidimensionales Feld von „in die Tiefe reichenden“ Bitworten entsprechender Länge. Diese Darstellung wird planar genannt, im Gegensatz zu chunky, bei der jedes Pixel ein ganzes physisches Speicherwort (z. B. ein Byte für 256 Farben) belegt.
Bitplanebasierte Grafik hat folgende Vorteile:
1. Die Bandbreite des Grafik-DACs ist gut skalierbar, d. h., wie viele Daten der Grafikbaustein pro Darstellungsperiode aus dem Speicher holen muss.

Nachteile sind:
1. Der Zugriff auf einzelne Bits ist in der Regel deutlich langsamer als auf ganze Speicherworte.
2. Daher schlecht für dreidimensionale Grafik geeignet, bei der die Farbinformation jedes Pixel einzeln für sich berechnet wird. 3D-Grafik auf einem planaren Grafiksystem benötigt eine Chunky to planar-Umsetzung, da die Farbinformation jedes einzelnen Pixels auf die verwendeten Bitplanes aufgeteilt werden muss.

Manipulationen an der dargestellten Grafik (beispielsweise die Verschiebung eines Fensters) erfolgen gewöhnlich Bitplane für Bitplane nacheinander; je nach Geschwindigkeit der Operationen kommt es daher während der Manipulation zu sichtbaren Farbsäumen, wenn sich nicht verhindern lässt, dass ein Bildaufbau mit den Daten bereits manipulierter und noch nicht manipulierter Bitplanes erfolgt. Abmildern oder verhindern kann man diesen Effekt, indem die Bitplanes bei ihrer Anordnung im Grafikspeicher ineinander verschachtelt werden. Nach den Daten der ersten Bildschirmzeile der ersten Bitplane folgt hierbei nicht die zweite Zeile der gleichen Bitplane, sondern die erste Zeile der nächsten Bitplane. Erst nach der ersten Zeile der letzten Bitplane geht es mit den jeweiligen zweiten Zeilen weiter usf.
Bei früheren Computern waren in der Regel sowohl der verfügbare Arbeitsspeicher als auch dessen Bandbreite begrenzt. So wird z. B. die CPU des Amiga mit zunehmender Bitplaneanzahl deutlich vom Grafik-DAC ausgebremst, sodass Operationen im ChipRAM (kombinierten Arbeits- und Grafikspeicher) langsamer werden und der Rechner zäh reagiert.
Als Mitte der 1990er Jahre zunehmend mehr schnelles RAM auf Grafikkarten integriert wurde und 3D- gegenüber 2D-Grafik dominanter wurde, wurde die planare Darstellung im PC-Bereich vollständig durch Chunky ersetzt und spielt heute keine Rolle mehr.
Typische Beispiele für planare Grafik sind Computerspiele für Heimcomputer wie den Amiga. Hierbei fand sich oft vertikales oder horizontales Scrolling durch Verschieben der Bitplanes, sowie der Einsatz von Bobs. Ein gutes Beispiel für die Anwendung von Bitplanes ist der Dual-Playfield-Modus des Amiga, bei dem die Bitplanes in zwei Gruppen aufgeteilt werden, die unabhängig voneinander animiert werden, aber kombiniert dargestellt werden.

Der EGA-Grafikstandard verwendet 4 Bitplanes; somit kann jedes Pixel eine Farbe aus einer Auswahl von 2^{4} = 16 Farbtönen erhalten.